# От-Ари
От-Ари́ (рос. От-Ары) — невеликий острів в Оленьоцькій затоці моря Лаптєвих. Територіально відноситься до Якутії, Росія.
Розташований в центрі затоки, в дельті річки Оленьок. Знаходиться між протоками Болдьор-Тьобюлеге на сході, Кубалах-Уеся на півдні та затокою Огонньор-Кубата на заході. На півночі вузькою протокою відокремлюється від сусіднього острова Ілін-Голуб-Тьорюр-Арита, на південному сході — Болдьор-Арита. Острів має видовжену форму, простягається з північного сходу на південний захід. Висота до 3 м на півночі. Вкритий пісками та болотами, має 7 невеликих озер, окрім північного сходу оточений мілинами.
| Росія | Це незавершена стаття з географії Росії. Ви можете допомогти проєкту, виправивши або дописавши її. |